# 商店街応援キャンペーン
商店街応援キャンペーン（しょうてんがいおうえんキャンペーン）はかつてRKB毎日放送（RKBラジオ）で放送されていたインタビュー番組である。

## 番組概要
リポーターが週代わりでエリア内の商店街を訪れ、インタビューをする番組。

## 放送時間
- 月曜日〜金曜日 17:53〜18:00（JST）

## パーソナリティ
- 加藤淳也
- 竹下明子

## スポンサー
- 三和酒類